# Jacek Dominik
Jacek Dominik (Piaseczno, 15 juli 1969) is een Pools politicus voor Platforma Obywatelska (EVP). Van 16 juli 2014 tot 1 november 2014 was hij Europees commissaris belast met Financiële Programmering en Begroting in de commissie-Barroso II.

## Biografie
Dominik studeerde tussen 1988 en 1993 aan de faculteit voor Recht en Administratie van de Universiteit van Warschau, en voltooide in 1994 een postdoctorale opleiding Recht en Economie van de Europese Gemeenschappen aan diezelfde instelling. Tussen 1993 en 1998 werkte hij in verschillende functies als ambtenaar bij de Poolse ministeries van Buitenlandse Economische Samenwerking en Financiën. Van oktober 2008 tot april 2004 was hij financieel adviseur voor de permanente vertegenwoordiging van de Republiek Polen bij de Europese Gemeenschappen, en in 2006 werkte hij enkele maanden als directeur Fiscaal Beleid binnen het Poolse ministerie van Financiën.
Op 21 september 2006 werd Dominik benoemd tot staatssecretaris van Financiën, in welke hoedanigheid hij tevens lid was van de Raad van Bestuur van de Europese Investeringsbank. Deze functie vervulde hij tot 1 juli 2014. Hij was daarnaast lid van de Raad van Bestuur van de Ontwikkelingsbank van de Raad van Europa.

### Europees Commissaris
In juni 2014 werd bekend dat Polen Dominik zou voordragen voor de functie van Europees Commissaris voor Financiële Programmering en Begroting. Het Europees Parlement stemde op 16 juli 2014 met deze voordracht in, en hij werd diezelfde dag door de Raad benoemd. Dominik volgt Janusz Lewandowski op, die op 1 juli 2014 lid werd van het Europees Parlement. Dominik werd in november 2014 als Pools Eurocommissaris opgevolgd door Elżbieta Bieńkowska. Zijn portefeuille werd overgenomen door Kristalina Georgieva.

## Privé
Dominik is getrouwd en heeft een zoon.
Joaquín Almunia · László Andor · Catherine Ashton · Michel Barnier · José Manuel Barroso · Tonio Borg (vanaf 28 november 2012) · Dacian Cioloş · John Dalli (tot 16 oktober 2012)  · María Damanáki · Jacek Dominik (sinds 16 juli 2014) · Štefan Füle · Karel De Gucht  · Máire Geoghegan-Quinn · Kristalina Georgieva · Johannes Hahn · Connie Hedegaard · Siim Kallas · Jyrki Katainen (sinds 16 juli 2014) · Neelie Kroes · Janusz Lewandowski (tot 1 juli 2014) · Cecilia Malmström · Neven Mimica · Ferdinando Nelli Feroci (sinds 16 juli 2014) · Günther Oettinger · Andris Piebalgs · Janez Potočnik · Viviane Reding (tot 1 juli 2014) · Olli Rehn (tot 1 juli 2014) · Martine Reicherts (sinds 16 juli 2014) · Maroš Šefčovič · Algirdas Šemeta · Antonio Tajani (tot 1 juli 2014) · Androulla Vassiliou